# Ostuni
Ostuni est une ville italienne de la province de Brindisi, dans les Pouilles. Elle est surnommée « la ville blanche » en raison de la couleur des façades de ses maisons.

## Géographie physique
Ostuni se trouve perchée sur trois collines à une hauteur de 218 mètres. Elle se situe à 8 km de la côte de l'Adriatique dans le Haut-Salento.
La ville s’étend sur les ramifications méridionales de la Murge, zone essentiellement constituée de calcaires crétacés, donc plutôt aride et dépourvue de cours d'eau. On y trouve des torrents saisonniers avec des sillons peu profonds et des rives abruptes. Les ravins karstiques sont une autre caractéristique géologique du territoire.

### Climat
Le climat d’Ostuni est typiquement méditerranéen, mais présente quelques traits continentaux. Les hivers sont rudes, avec des températures moyennes autour de +5,5°, les minimales pouvant être inférieures à zéro. Les étés sont par contre particulièrement chauds – pas autant toutefois que dans le reste du Salento –, les températures moyennes tournant autour de +25,3° et les maximales pouvant friser les +38/39° dans les journées les plus chaudes ; les nuits restent fraîches, avec des minima de +13°.
| Mois                              | jan. | fév. | mars | avril | mai | juin | jui. | août | sep. | oct. | nov. | déc. |
| --------------------------------- | ---- | ---- | ---- | ----- | --- | ---- | ---- | ---- | ---- | ---- | ---- | ---- |
| Température minimale moyenne (°C) | 4    | 5    | 6    | 9     | 12  | 16   | 18   | 19   | 16   | 12   | 8    | 6    |
| Température maximale moyenne (°C) | 13   | 13   | 15   | 19    | 24  | 28   | 31   | 31   | 28   | 22   | 17   | 14   |
| Précipitations (mm)               | 46   | 53   | 63   | 36    | 34  | 27   | 27   | 25   | 36   | 60   | 71   | 73   |

## Histoire
La région d'Ostuni était déjà occupée par l'homme au paléolithique moyen (50 000-40 000 ans AP). Elle fut ensuite fréquentée par le chasseur néandertalien. Les nombreuses grottes parsemées dans les collines offraient des refuges naturels aux communautés humaines primitives.
Au paléolithique supérieur, les traces de l'occupation humaine deviennent plus manifestes. Les fouilles ont permis de mettre au jour des ossements et des fragments de céramique. Le témoignage le plus éclatant nous est livré par le squelette de la « jeune femme d'Ostuni », enceinte, âgée de 20 ans, et de son fœtus, découverts en 1991 dans la caverne occidentale de la grotte de Santa Maria d'Agnano par le professeur Donato Coppola, de l'Université Aldo Moro de Bari. Le corps, déposé dans une grande fosse, est en position contractée, la tête couverte d’une sorte de coiffe composée d'une centaine de petites coquilles. L'appartenance de la jeune femme à un groupe de chasseurs est documentée par des restes d'accessoires et d’ornements (silex et dents de cheval et de bœuf primitif). Cette sépulture, appelée Ostuni 1º, est unique au monde et remonte à 28 000 ans (datation radiocarbone calibrée). Le squelette de la jeune femme et de son fœtus ainsi qu'une reproduction de son corps et de sa sépulture sont exposés au Musée des civilisations préclassiques de la Murge méridionale, dans l'ancien couvent carmélite des Monacelle, au centre d'Ostuni.

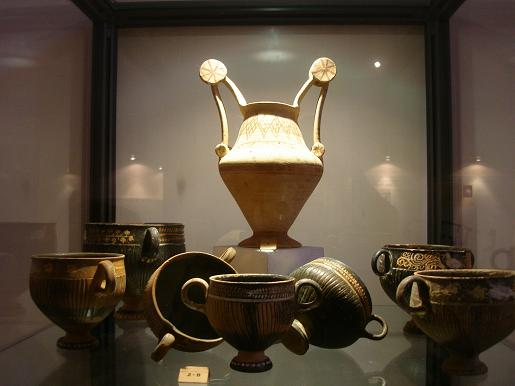
Céramiques messapiennes

Le néolithique est représenté par les sites de Lamaforca et de San Biagio, alors que des vestiges datant de l'âge du bronze ont été retrouvés sur le site rupestre de Lama Morelli.
Le premier noyau urbain fut fondé par les Messapiens, un ancien peuple illyrien ou égéo-anatolien qui s'installa dans le Salento au VIIe siècle av. J.-C. ; les Messapiens étaient d'habiles constructeurs et ils choisirent le site pour sa position stratégique sur une colline aux versants très abrupts, assimilables à des murs (murex = rocher dentelé en latin), d'où le nom donné à la région des Murge. Des fouilles récemment réalisées près du Foro Boario (une zone qui, à l'instar du forum Boarium de Rome, se trouve au pied des murailles médiévales), ont permis de mettre au jour des tombes du IVe siècle av. J.-C., qui attestent la présence d'un lieu habité qui allait des flancs de la colline à la plaine légèrement inclinée vers la mer.
Au IIIe siècle av. J.-C., la ville, comme tout le Salento, fut conquise par les Romains. Les sources en disent très peu sur la période romaine, quelques traces en restent peut-être dans certains mas, bâtis sur les fondations de villas romaines. On ne sait pas grand-chose non plus sur l’étymologie du nom de la ville d’Ostuni : il remonte probablement au héros Sturnoi, compagnon de Diomède, qui l’aurait fondée après la guerre de Troie ; les Romains l’appelèrent alors "Sturninum". Le terme pourrait aussi venir du messapien ou, plus probablement du grec ἄστυ νέον (ástu néon, où ástu = citadelle et néon = nouvelle).

### Le Moyen Âge

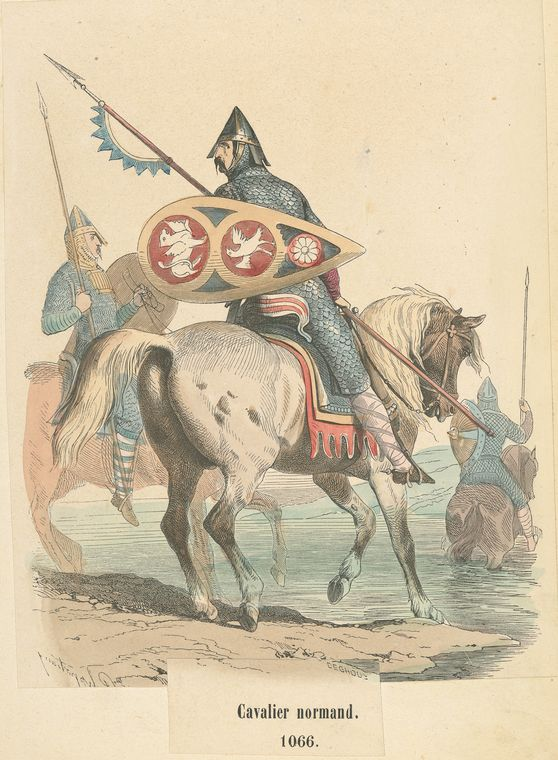
Chevaliers normands

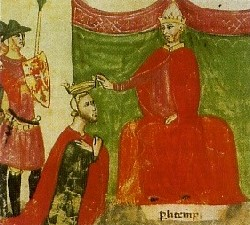
Pendant le premier concile de Melfi, le pape Nicolas II nomme Robert Guiscard duc d'Apulie et de Calabre

Avec le déclin de l'Empire romain d'Occident, Ostuni, comme le reste de l'Italie, fut parcourue par les Ostrogoths, les Lombards et les Sarrasins et vaillamment défendue par le pouvoir impérial exercé par les Byzantins. Pendant la période byzantine, elle accéda au rang de diocèse en 876, offrit refuge aux moines basiliens fuyant la Syrie et l'Égypte ; menacés par les Turcs, mais surtout par l'iconoclasme, les moines se retranchèrent dans les mêmes grottes qui avaient abrité les hommes préhistoriques. Pendant les XIe et XIIe siècles, les Normands conquirent les colonies byzantines des Pouilles et les unifièrent au sein du comté d'Apulie, institué par Robert Guiscard, devenu plus tard duché d'Apulie. Les Normands s’attachèrent à promouvoir la culture de l'olivier et fixèrent avec précision les limites de la ville. Au XIIe siècle, Geoffroy III, comte de Lecce et fonctionnaire du roi Roger II de Sicile, qui exerçait la juridiction militaire sur la Terre d'Otrante, édifia un château au sommet de la plus haute colline d'Ostuni; il ne subsiste aujourd'hui de cette imposante construction solidement fortifiée qu'une tourelle et le jardin (Giardino Zurlo). Le fief d'Ostuni revêtait une importance militaire considérable, puisqu'il fournit au royaume normand douze chevaliers. Ostuni se vit intégrée dans le vaste territoire du comté normand de Lecce et dans la Principauté de Tarente. Avec les Hohenstaufen, Ostuni connut un développement notable. Frédéric II sut libérer Ostuni de ses liens féodaux et prit la ville sous sa protection directe, faisant de son château l'une des plates-formes de la défense impériale dans les Pouilles et l'exemptant de taxes et de contrôles administratifs. Les habitants de Villanova et de Carovigno étaient tenus de veiller à l'entretien du château, déclaré castra exempta du royaume de Sicile. En 1182, Tancrède comte de Lecce et seigneur d'Ostuni, concède à l'évêque et aux habitants d'Ostuni le droit de fonder un village près de San Nicola di Petrolla et de le peupler. Le petit port de Petrolla (aujourd'hui Villanova di Ostuni) est intégré au XIIe siècle dans le système portuaire placé sous l'autorité d'Ostuni.
Ostuni s'ouvrit au commerce avec les Anjou, qui construisirent de nouvelles fortifications pour la ville et édifièrent sur les ruines de l'ancienne Petrolla le port de Villanova.
La configuration très particulière du bourg médiéval, avec ses maisons à plusieurs étages adossées les unes aux autres remonte à cette époque ; dictée d'une part par des exigences défensives, elle permettait d'autre part de profiter au maximum, en surface et en hauteur, de l'espace disponible à l'intérieur des murailles.
Ostuni fut entourée de nouvelles murailles à tours circulaires sous la couronne d'Aragon ; quatre portes y furent ouvertes, dont seules subsistent aujourd'hui la Porta Nova, remontant au XIIe siècle et reconstruite au XVe siècle, et la Porta San Demetrio, du XIIIe siècle.

### De laRenaissanceauRisorgimento
De la fin du XVe siècle aux premières décennies du XVIe siècle, les élites de la communauté juive d'Ostuni se distinguèrent dans le commerce des textiles. La communauté dans son ensemble était l'une des plus prospères de la Terre d'Otrante et fit l'objet de persécutions de la part des chrétiens.
En 1506, Ostuni passa au duché de Bari, sous Isabelle d'Aragon et sa fille Bona Sforza : c'est alors que commença l'âge d’or de la ville, tant du point de vue économique que culturel. Les ducs conférèrent à Ostuni des honneurs et des privilèges, ils renforcèrent les fortifications et érigèrent sur le littoral les tours Pozzella (aujourd'hui détruite) et San Leonardo. La période de la Renaissance correspond aussi au plus ample développement urbanistique de la ville, dont la population atteint désormais 17 000 habitants, de nombreux édifices nouveaux venant s'ajouter au centre médiéval.
Mais le XVIIe siècle entame une phase de déclin : en effet, en 1639 Philippe IV de Habsbourg, écrasé par les dettes résultant de la guerre de Trente Ans, vend Ostuni aux Zevallos, une famille de marchands qui traite la ville comme un fief personnel. La population passe sous le seuil des 10 000 habitants. C'est pendant cette période que la peste sévit dans la région, épargnant toutefois Ostuni, où l'usage était de blanchir les maisons à la chaux, désinfectant naturel. Cette pratique, qui évita la contamination, donne encore aujourd'hui à la cité son cachet tout particulier de « ville blanche ».
Avec les Bourbons, la cité connut un nouvel essor. Ostuni s'étendit en direction des collines voisines de Casale, Cappuccini, Sant'Antonio et Molino a Vento. Le centre de la vie urbaine délaissa la piazza del Moro pour l'actuelle piazza Libertà, où se trouve aujourd'hui l'hôtel de ville (ancien couvent des Franciscains). C'est là que le sculpteur Giuseppe Greco érigea en 1771 une colonne en l'honneur de saint Oronce, qui, selon la tradition populaire, aurait préservé la ville de la peste.
Au début du XIXe siècle, dans le sillon des idéaux du siècle des lumières, Ostuni fut secouée par des insurrections. Y furent fondés un cercle de Giovine Italia et une vente carbonariste. Au cours de ces émeutes, Ostuni fut la première ville des Pouilles à hisser le drapeau tricolore.

### Ostuni aujourd'hui
Depuis l'après-guerre, on assiste au développement de l'agriculture et de l'industrie agroalimentaire (huile d'olive, amandes, vin). La ville est devenue une destination touristique renommée et a réussi à valoriser ses biens culturels, historiques et architectoniques. De nombreux villages touristiques, comme par exemple Rosa Marina, de renom international, ont vu le jour sur le littoral, l'un des plus propres de la côte des Pouilles. En 2006 a été institué sur la côte, en mitoyenneté avec la commune de Fasano, le Parc naturel régional des dunes côtières de Torre Cane à Torre San Leonardo, zone protégée de grand intérêt naturaliste et paysager.
La caractéristique la plus marquante du centre historique est le blanchiment à la chaux des maisons, jusqu'au toit. Cet usage, attesté depuis le Moyen Âge et favorisé par le fait que le calcaire, dont la chaux est dérivée, est un matériau que l'on trouve à profusion dans la nature environnante, visait à accroître la luminosité dans l'exiguïté des ruelles et passages qu'imposait le plan médiéval. Comme il a été relevé plus haut, cette coutume a aussi joué un rôle important au XVIIe siècle, où le blanchiment à la chaux empêchait la peste de se propager dans la ville.
Cette pratique se perd quelque peu aujourd'hui, ce qui a incité le maire à passer une ordonnance pour la relancer, afin qu'Ostuni reste digne de son qualificatif de « ville blanche ».

## Patrimoine

### Architecture religieuse

#### Dans le centre historique

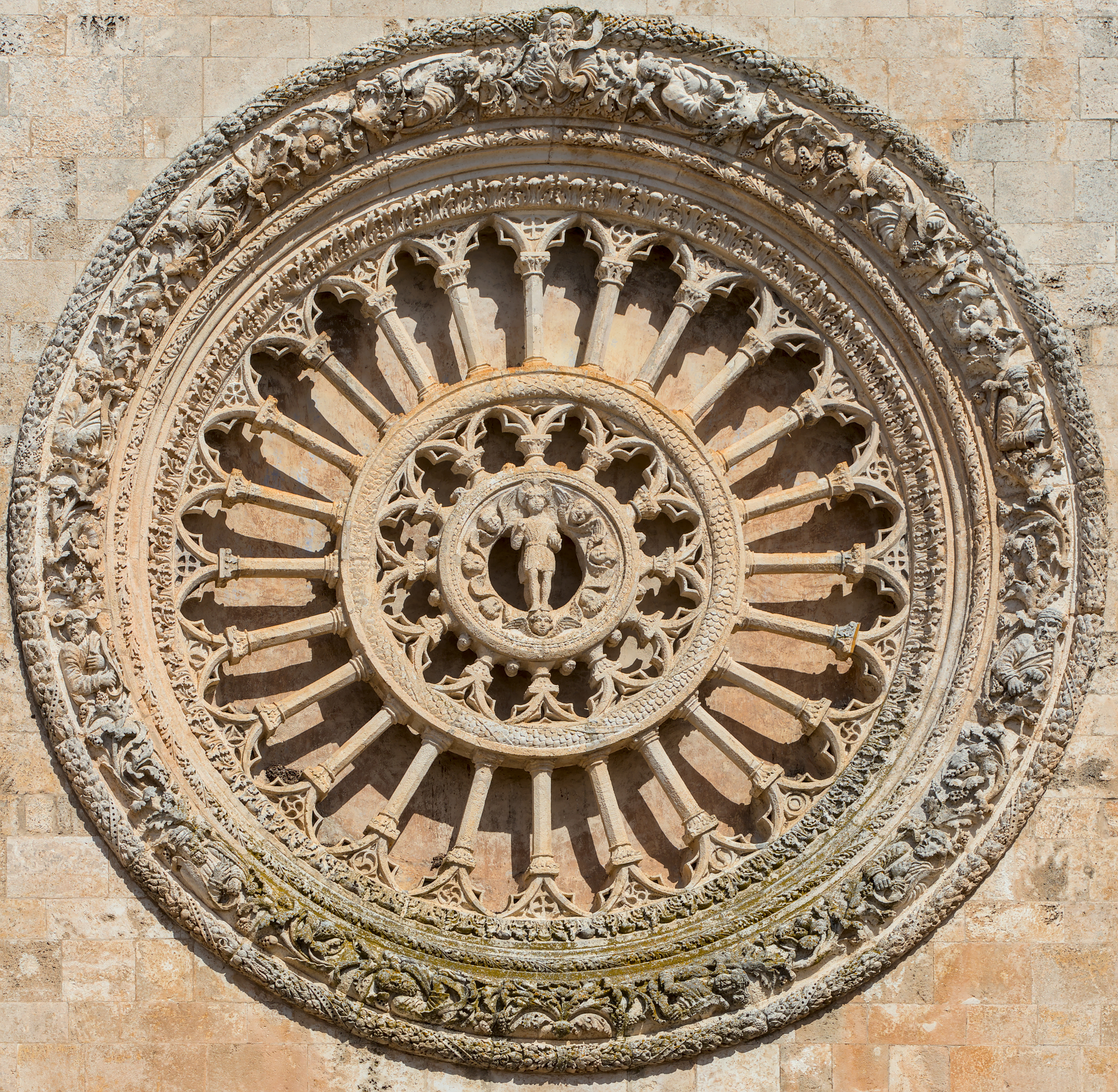
Rosace sur la façade de la cathédrale.

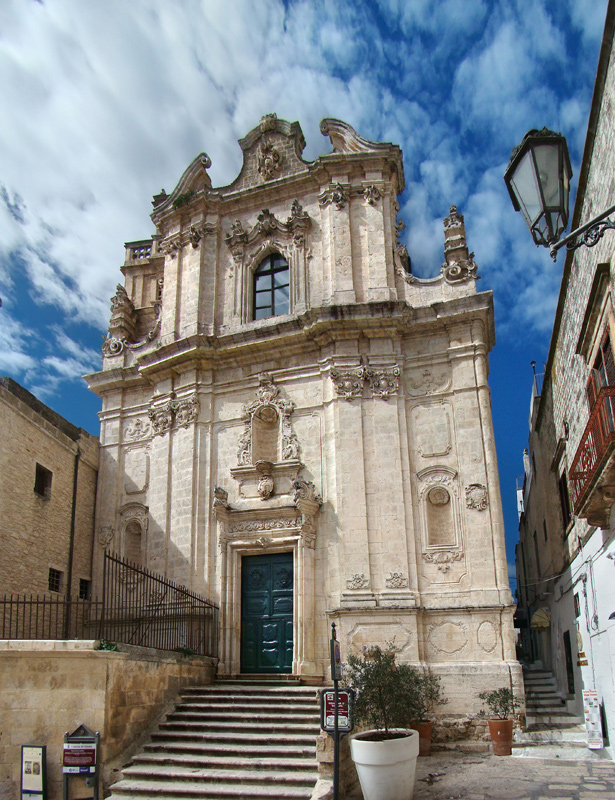
L'église Saint-Vit martyr.

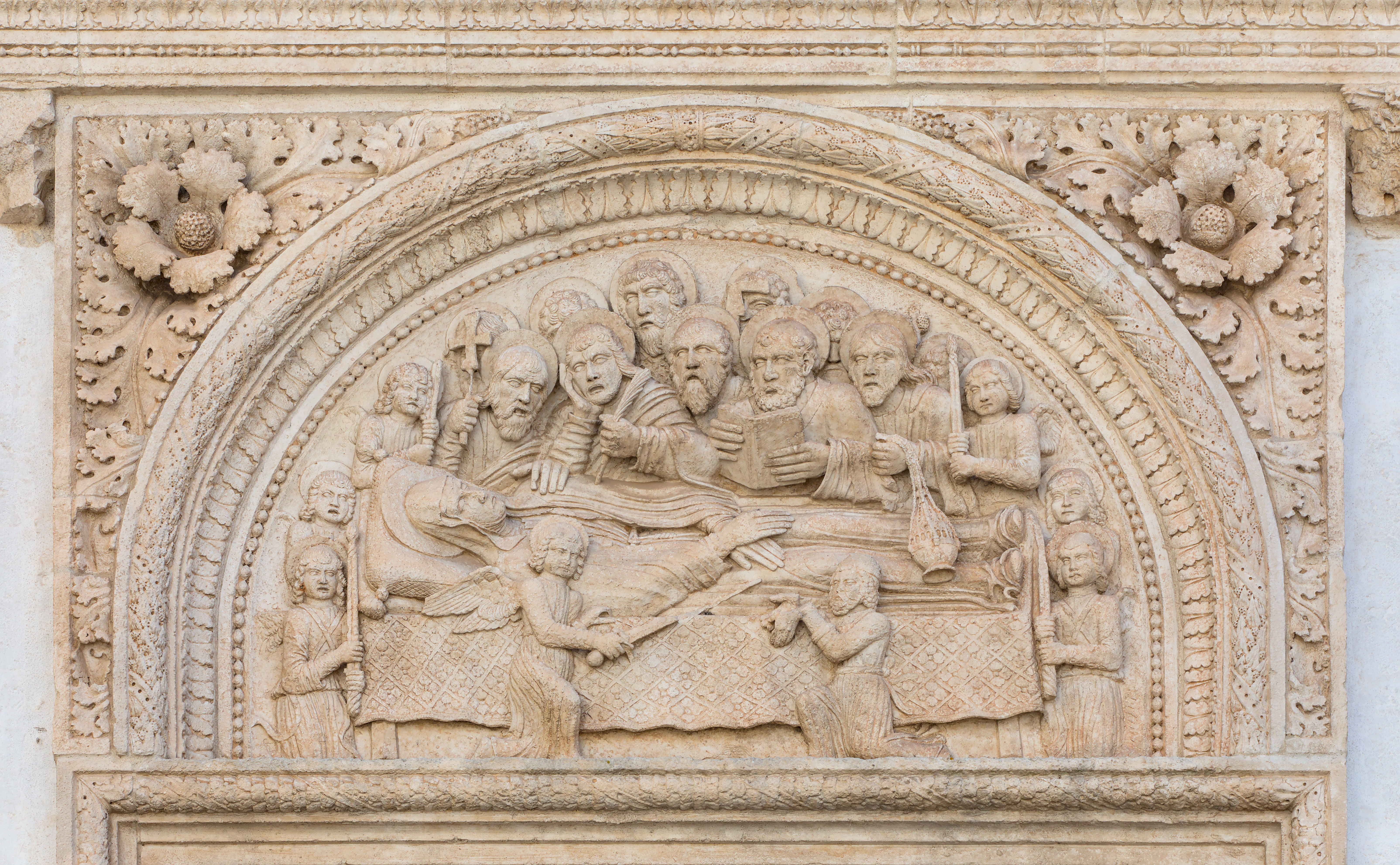
La Dormition de la Vierge, au tympan du portail de l'église du Saint-Esprit.

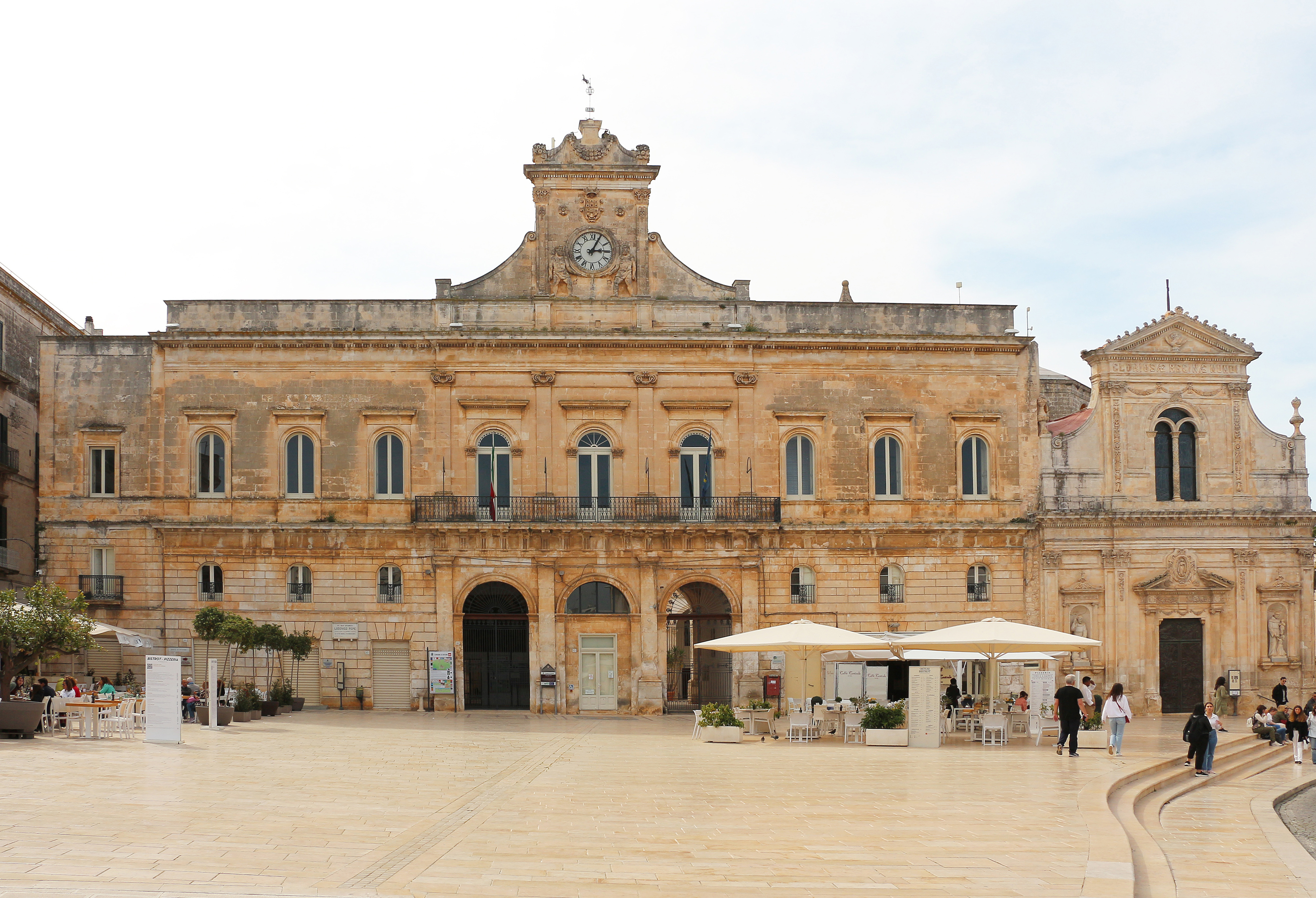
Piazza della Libertà, avec l'hôtel de ville et l'église Saint-François d'Assise.

- La cathédrale de l'Assomption (Basilica Minore ou Concattedrale) se dresse au sommet de la colline la plus haute. Sa construction a été entamée en 1435 sous l’évêque Nicola Arpone, représenté aux pieds de la vierge Marie dans le tympan du portail principal, et ne fut probablement achevée qu’au début du XVIe siècle. Elle possède une belle façade de style gothique flamboyant divisée en trois plans et caractérisée par une alternance de courbes concaves et convexes, la partie centrale se terminant par un pignon en accolade alors que les pans latéraux sont surmontés d’un arc rampant. Au cœur de la grande rosace centrale trône le Christ Sauveur, entouré de sept chérubins. Les tympans des portails latéraux abritent des bas-reliefs représentant, à droite, Jean le Baptiste et à gauche, saint Blaise (San Biagio), premier patron et protecteur d’Ostuni, qui tient dans sa main une maquette de la ville. L'intérieur, en croix latine à trois nefs séparées par des colonnes, a été complètement remanié au XVIIIe siècle et doté de chapelles baroques et d’un plafond peint représentant des scènes de la vie du Christ et les martyrs de saint Blaise et de saint Oronce. On voit encore près de l’entrée une colonne de l’édifice primitif. À l’extrémité de la nef gauche se dresse un autel en bois de 1734 avec des bustes de saint Oronce, saint Blaise et saint Augustin. La sacristie abrite huit superbes toiles des XVIe et XVIIe siècles sur le thème de l’Eucharistie[26].
- À quelques pas de la cathédrale, se trouve l’église Saint-Vit martyr (chiesa di San Vito martire), accolée au monastère des Carmélites, du XVIIIe siècle. De style baroque leccese, elle fut construite de 1752 à 1754 et présente une façade curviligne fastueuse, à la corniche mouvementée, une fenêtre centrale richement décorée et une coupole à tuiles polychromes. À l’intérieur, on remarquera la chaire en bois du XVIIIe siècle, le monument funéraire de Cono Luchino Del Verme (1747) et les somptueux autels baroques de Francesco Morgese (1763). Au-dessus de l’autel principal, un tableau récemment rénové de l’artiste romain Mattia de Mare (1753), représente Saint Vit entre son précepteur Modeste et sa nourrice Crescence[27].
- Tout près de la cathédrale, l’église Saint-Jacques de Compostelle (chiesa di San Giacomo di Compostela), la plus ancienne d’Ostuni (1423), est adossée aux murailles ; sont conservés de l’édifice original l’archivolte et l’architrave du portail, finement sculptées de motifs floraux et fantastiques. L’église a été privée de son abside au XIXe siècle et l’on distingue aujourd’hui des pieds de la muraille (viale Oronzo Quaranta) l’arc en ogive qui délimitait l’abside[28].
- L’église Saint-François d’Assise (chiesa di San Francesco d’Assisi, sur la piazza della Libertà), remonte au Moyen Âge, mais présente une façade de 1882. À l’intérieur, au-dessus du portail, un tableau représente Moïse brisant les tables de la Loi (école de Luca Giordano) ; à noter également les statues en bois de l’Immaculée, de Giacomo Colombo (1719), et de Saint Augustin (XVIIIe siècle) et le buste de Saint Joseph et l’Enfant Jésus (école napolitaine du XVIIe siècle)[29].
- L’église du Saint-Esprit (chiesa dello Spirito Santo, 1637, à l’entrée de la via Roma) possède un beau portail Renaissance avec des bas-reliefs datant du XVe siècle), provenant de l’ancienne église de Tous-les-Saints et encore inspirés du gothique tardif : dans la partie inférieure du tympan, semi-circulaire, la Dormition de la Vierge ; dans la partie supérieure, triangulaire, le Couronnement de Marie et sur la corniche intermédiaire, l’Annonciation. À l’intérieur, on remarquera notamment une Vierge à l’Enfant et les saints Élisabeth, Anne et Joachim, peinte par Fra' Giacomo da San Vito[30].
- L’église Sainte-Marie de l’Étoile (chiesa di Santa Maria della Stella) est perchée au-dessus des murailles à l’extrême nord de la ville. Sa façade possède un portail surmonté d’une statue de la Vierge de l’Étoile. On l’appelait autrefois « Sainte-Marie de la Petite Porte », car elle fut érigée près d’une porte d’époque angevine donnant accès à la ville, où l’on vénérait une image de la Vierge de l’Étoile[31]. Son parvis offre un superbe panorama sur la campagne environnante et la mer.

#### Dans les quartiers plus récents
- L’église des Capucins (chiesa dei Cappuccini ou Santa Maria degli Angeli [Sainte-Marie des Anges], via Gabriele Rossetti), datant de 1585, dans laquelle est conservée une belle toile de l’école napolitaine du XVIIe siècle[32].
- L’église de l’Annonciation (chiesa dell’Annunziata, via Ludovico Pepe), érigée en 1196 et transformée en style baroque par les Frères réformés en 1668 ; à l’intérieur, à noter le maître-autel, exécuté par le sculpteur ostunais Giuseppe Greco, avec la toile de l’Annonciation, de Fra' Giacomo da San Vito, et le tableau de la Déposition de croix, de Paul Véronèse (1574), volé en octobre 1975 et récupéré en mars 1977[33].
- L’église de la Vierge du Puits (chiesa della Madonna del Pozzo, via degli Emigranti), située sur le boulevard périphérique sud, là où s’installe tous les samedis le marché de la ville. Église moderne, aux formes sobres.
- L’église Saint-Louis de Gonzague (chiesa di San Luigi Gonzaga, via Giuseppe di Vittorio), en plein centre de la partie moderne de la ville, constitue l’une des plus grandes paroisses d’Ostuni et couvre une grande partie des quartiers modernes.

#### En périphérie
- L'église de Sainte-Marie la Neuve (chiesa di Santa Maria la Nova), à 1,5 km en direction de Carovigno, à gauche de la route, érigée en 1561, avec portail en ogive, œil-de-bœuf et arcs aveugles, se dresse à l'entrée d’une grotte naturelle présentant des traces de fresques du XIIe au XVe siècle (le Christ, la Vierge, saint Jean-Baptiste).
- Le sanctuaire de saint Oronce (santuario di Sant'Oronzo), à 4 km au N.-O. de la ville, situé dans un vallon entre deux éperons rocheux des Murge, a été construit dans la deuxième moitié du XVIIe siècle devant une caverne où le saint aurait trouvé refuge. À gauche de l'église, un escalier monte à une source intermittente réputée miraculeuse[34].
- Deux kilomètres plus loin, la petite église de San Biagio in Rialbo, du XIIe siècle, d'accès très difficile, est flanquée d'une grotte naturelle présentant des traces de fresques byzantinisantes[34].

### Architecture civile

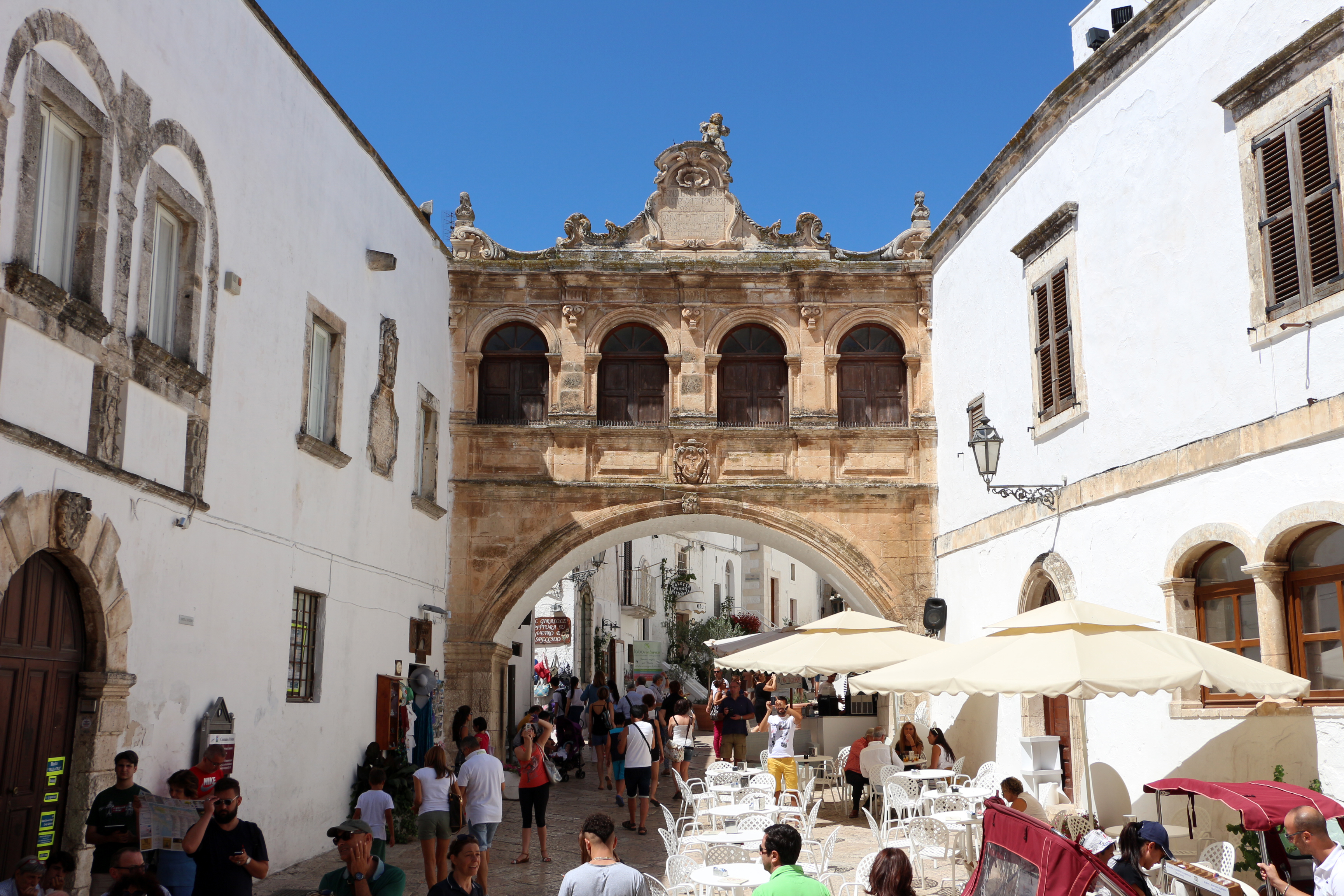
Arc Scoppa, sur la place de la Cathédrale.

La vieille ville présente un grand nombre d'éléments pittoresques mis en valeur par l'état de conservation exceptionnel de l'habitat et du site.
On y trouve quelques exemples d'hôtels particuliers :
- le palais ducal Zevallos[35], de style baroque;
- le palais Siccoda[36] (1575), au 35, via Cattedrale ;
- sur la place de la Cathédrale se font face le Palais épiscopal[37] (Palazzo Vescovile) et le Vieux Séminaire (vecchio Seminario), tous deux du XVIIIe siècle, formant avec l'arc Scoppa un ensemble pittoresque ;
- la ruelle vico Castello présente quelques vestiges du Château, érigé en 1148 par Geoffroy III d'Anjou, comte de Lecce et d'Ostuni, et démoli en 1559 pour faire place au Palais épiscopal ;
- dans le centre historique, les hôtels particuliers des familles Aurisicchio, Ayroldi, Bisantizzi, Falghieri, Ghionda, Giovine, Jurleo, Palmieri, Petrarolo, Siccoda, Urselli, Zaccaria.

On ne remarque souvent que les portails baroques sculptés dans la tendre pierre locale, qui s'insèrent avec goût dans la blancheur des murs :
- le portail du palais Falgheri (XVIe siècle), au 27 de la via A. Giovine ;
- les portails du palais Ghionda-Pomes et de la casa Molendino, aux 5 et 7 de la via F. Bax ;
- le portail rococo du palais Bisantizzi, via A. Petrarolo 34-36.

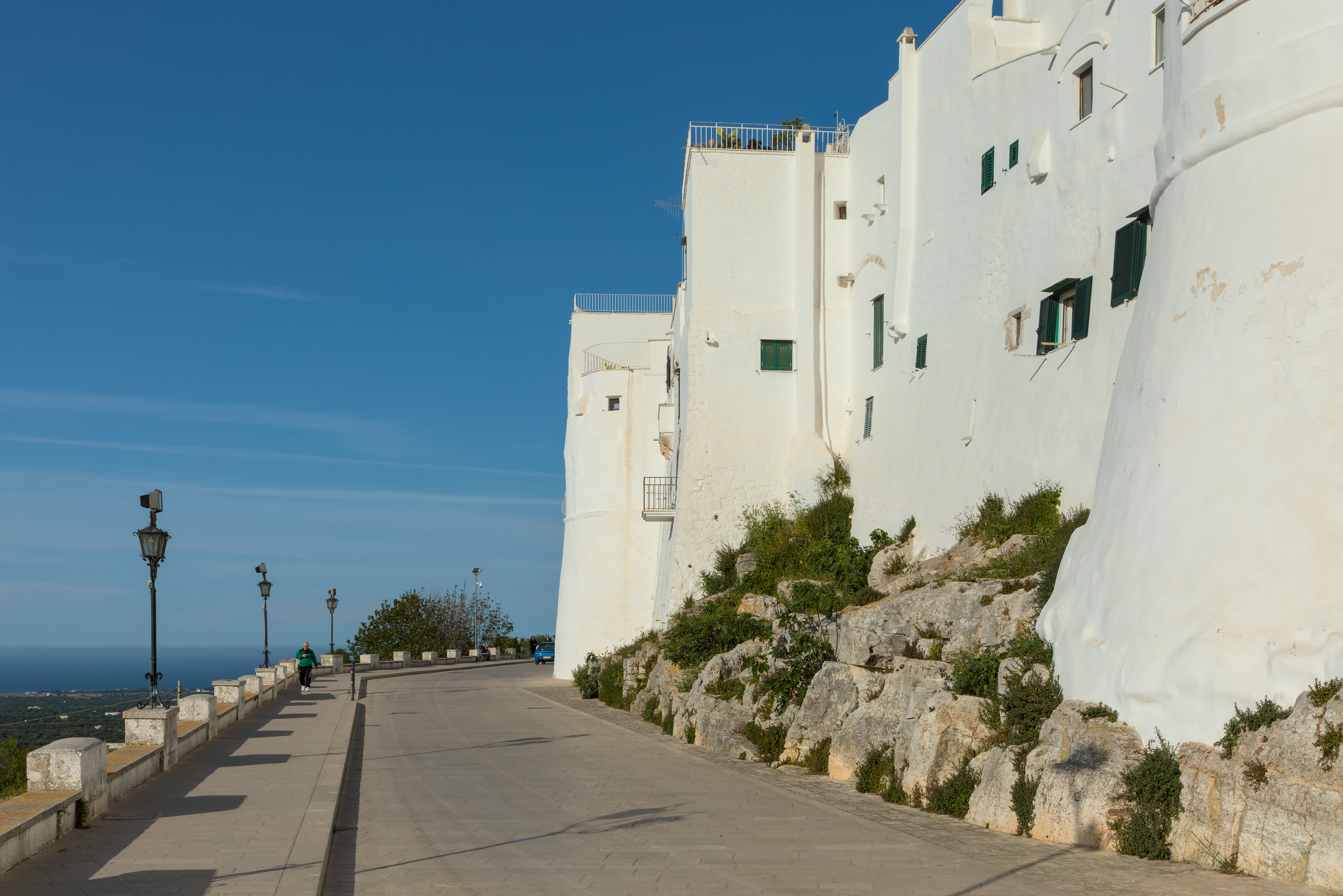
Les murailles de la ville, avec une vue sur l'Adriatique.

Les murailles aragonaises qui entourent la vieille ville, renforcées de tours circulaires, sont encore visibles sur de longs tronçons. À l'est s'ouvre la porta di San Demetrio, à l'ouest la Porta Nova (toutes deux du XVe siècle).

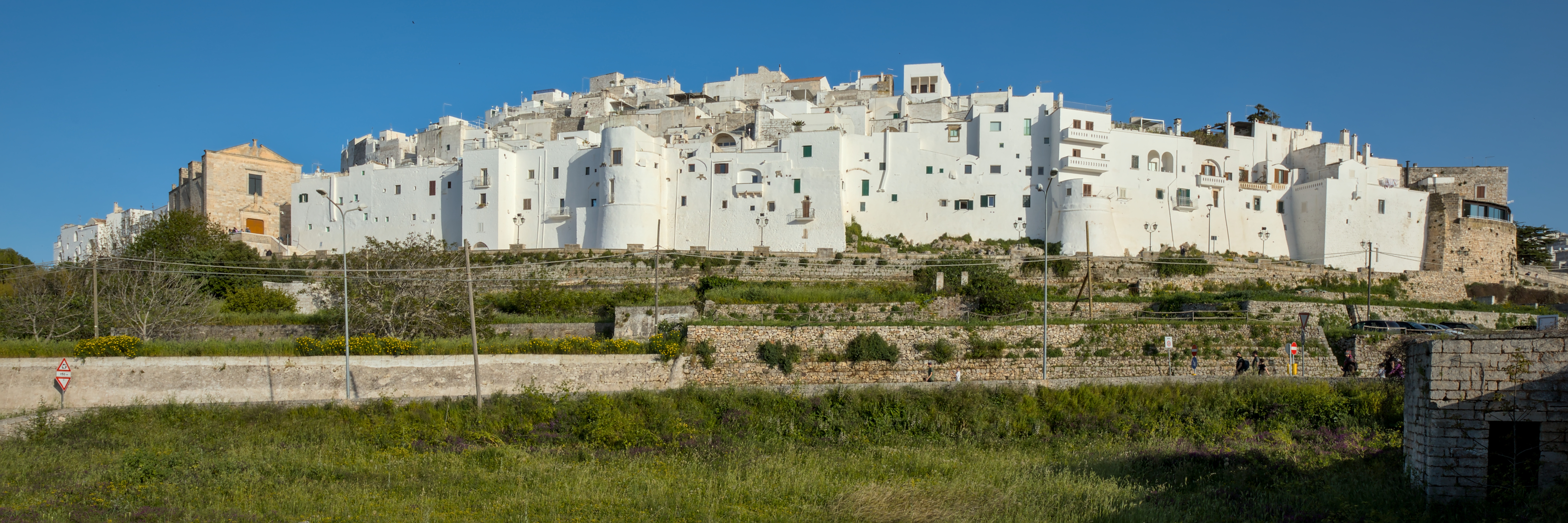
Le centre-ville, ceint de murailles blanches.

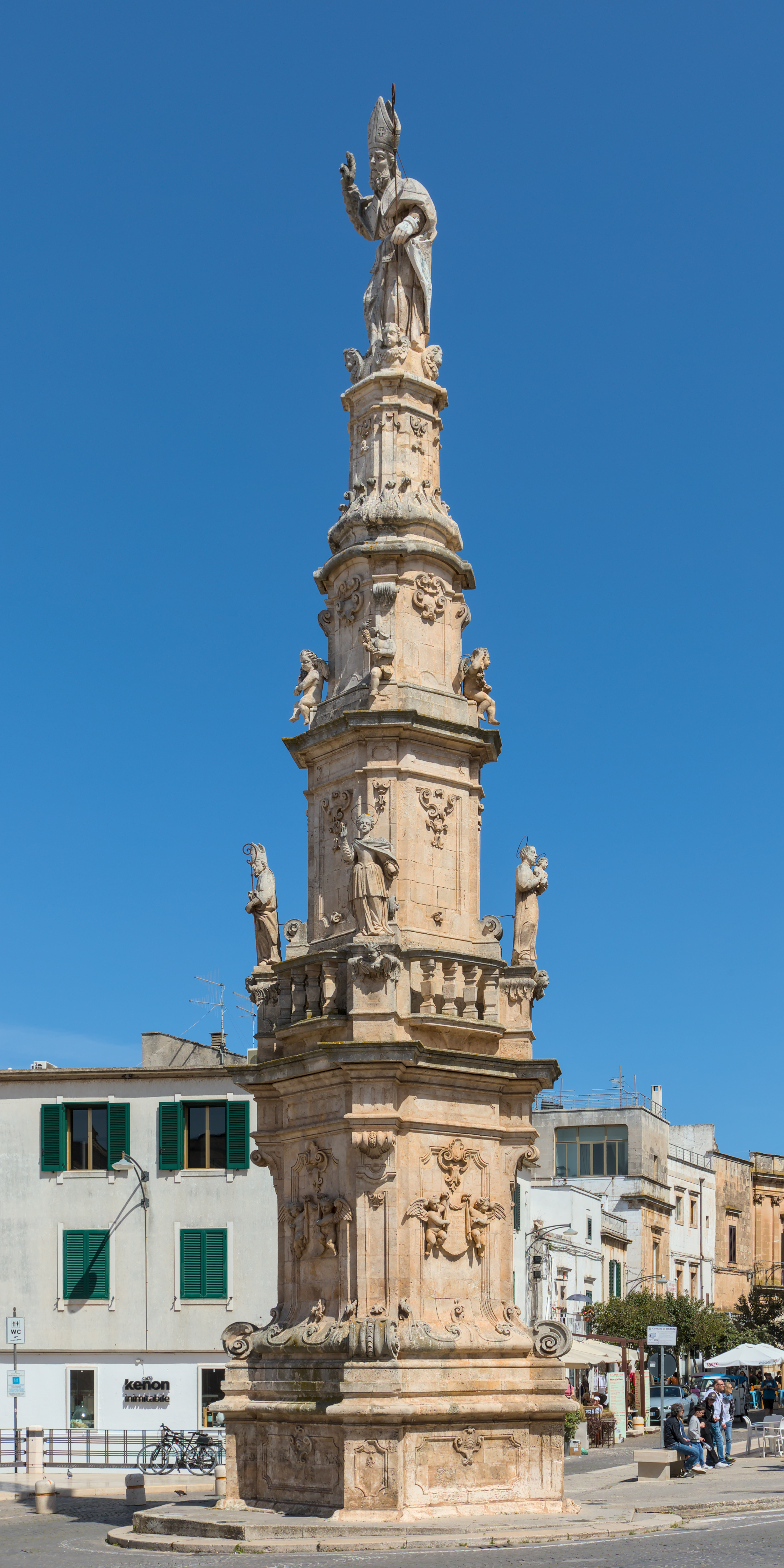
La colonne de saint Oronce

Le monument emblématique d'Ostuni est la colonne de saint Oronce, de 20,75 m de hauteur, du sculpteur Giuseppe Greco (1771), à la décoration baroque exubérante, avec, à mi-hauteur, les statues des saints Blaise (Biagio), Irène, Gaétan et Lucie.

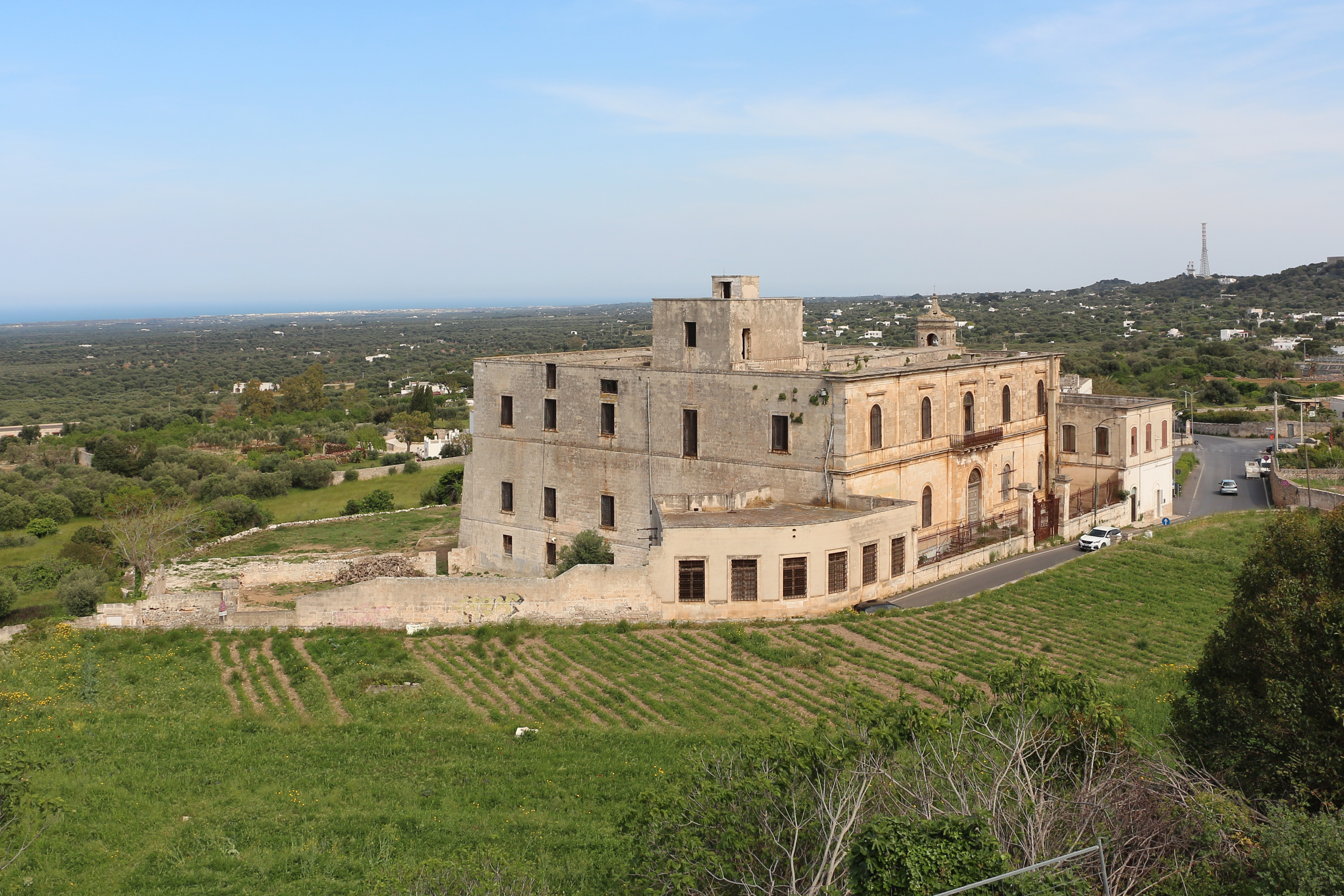
La manufacture de tabac.

Il convient aussi de mentionner, en dehors des murailles :
- la Torre San Leonardo (Tour Saint Léonard), tour de guet et de défense contre les Sarrasins, se dresse en bord de mer, dans le village de Pilone, à 11 km au nord d'Ostuni ;
- le château de Villanova surveille le petit port de Villanova, à 8 km au nord d'Ostuni. Il fut construit en 1277 par Charles Ier d'Anjou à l’endroit où, vers la fin du XIIe siècle, Tancrède de Lecce avait fait ériger la ville de Petrolla, vite disparue à la suite d'incursions ennemies[39].
- la Villa Nazareth: construite en 1957 sur l'initiative du prêtre Don Raffaele Pomes, originaire d'Ostuni, comme lieu de rencontre sociale, puis convertie en centre médico-psychopédagogique pour enfants en rupture familiale ou scolaire, c'est aujourd'hui un centre de rééducation pour personnes âgées ;
- la manufacture de tabac (Conceria del Tabacco, au pied est des remparts), construite dans les années 1920, elle fut fermée dans les années 1960 à la suite d'un accident de monte-charge. Elle accueille aujourd'hui des événements culturels.

#### Masserie
Le territoire est parsemé de nombreuses masserie (une masseria est une vaste propriété agricole familiale typique de la région des Pouilles, un peu comparable au mas provençal). Beaucoup d'entre elles ont été aménagées en résidences touristiques. Certaines revêtent une importance historique et architecturale et reflètent les structures sociales et les méthodes de production de la région :
- la masseria Santa Caterina, sur la SS 16, à 2 km au sud d'Ostuni, maison fortifiée à la haute tour octogonale (XVIe au XIXe siècle) ;
- la masseria Lo Spagnulo, fortifiée elle aussi, remontant au propriétaire féodal Saverio López y Royo, non loin de la SS 16, à 8 km au nord-ouest d'Ostuni ; elle présente une tour de guet de type médiéval et, à l'intérieur, un bel escalier du XVIIIe siècle ;
- la masseria Carestia (1754-1777), à 5 km à l'ouest d'Ostuni, avec des éléments architectoniques intéressants et des décorations sculptées originales ;
- la masseria Ottava, près de la SS 16, à 13 km au nord-ouest d'Ostuni, constituée d'une tour fortifiée du XVIe siècle et à laquelle appartient aussi une petite église médiévale (XIVe siècle) d'époque angevine au portail décoré de motifs en zigzag ;
- la masseria Cappuccini, à 16 km à l'ouest d'Ostuni, constituée d'un groupe de trulli du XVIIe siècle, avec une aire de battage d'époque ;
- la masseria Ferri, à 1 km à l'ouest de la précédente, constituée d'un groupe de trulli coniques du XVIIIe siècle, avec son église médiévale aux décorations sculptées originales ;
- la masseria Tolla, à 1 km au sud-ouest d'Ostuni.

### Sites archéologiques

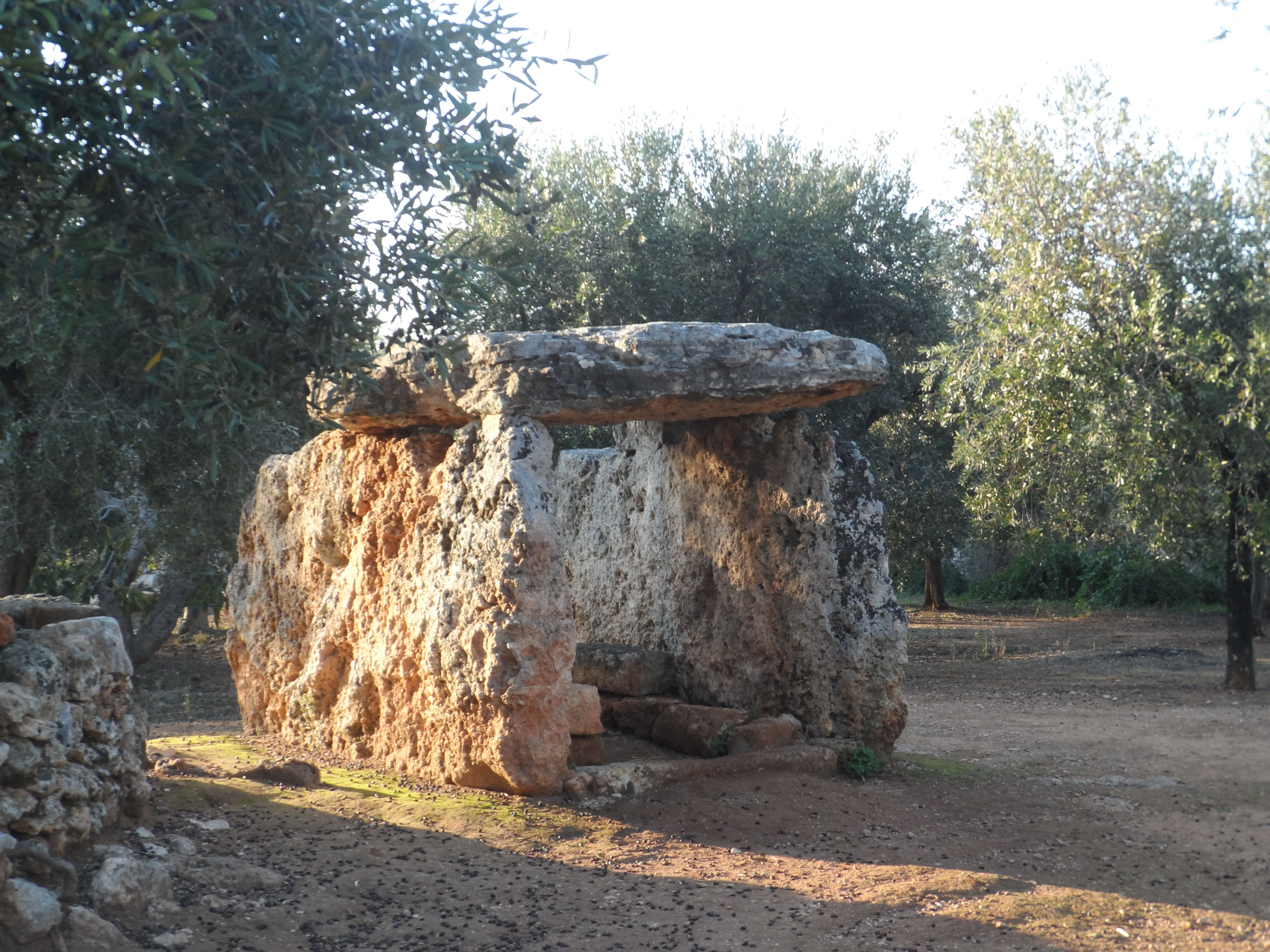
Dolmen de Montalbano

- le dolmen de Montalbano (aussi appelé Tavola dei Paladini, « table des Paladins »), se trouve au nord du village de Montalbano di Fasano, à 13 km au nord-ouest d'Ostuni ; ses dimensions sont imposantes : 1,45 m de hauteur, dalle de couverture de 2 × 3 m ; son dromos (passage d'accès) a été détruit récemment. Il remonte à l'âge du bronze ancien (2 000 à 1 500 av. J.-C.)[40] ;
- le Parc archéologique et naturaliste de Santa Maria D'Agnano présente les restes d'un site messapien. On y accède depuis la SS 16 (5 km au nord-ouest d'Ostuni). Il renferme la grotte-sanctuaire où a été retrouvé le squelette de la jeune femme enceinte d'Ostuni, datant de 25 000 ans, conservé au Musée des civilisations préclassiques de la Murge méridionale[6], à Ostuni ;

### Aire naturelle
- Parc naturel régional des dunes côtières de Torre Canne à Torre San Leonardo

## Économie
L'économie de la région d'Ostuni a connu d'importants revirements lors des dernières décennies. Alors que jusqu'au milieu des années 1990, l'économie locale était basée sur l’agriculture et notamment sur la culture de l'olivier, le secteur tertiaire a entre-temps gagné en importance  et de nombreuses petites et moyennes entreprises se sont installées, créant des emplois et relançant la productivité locale.

### Agriculture

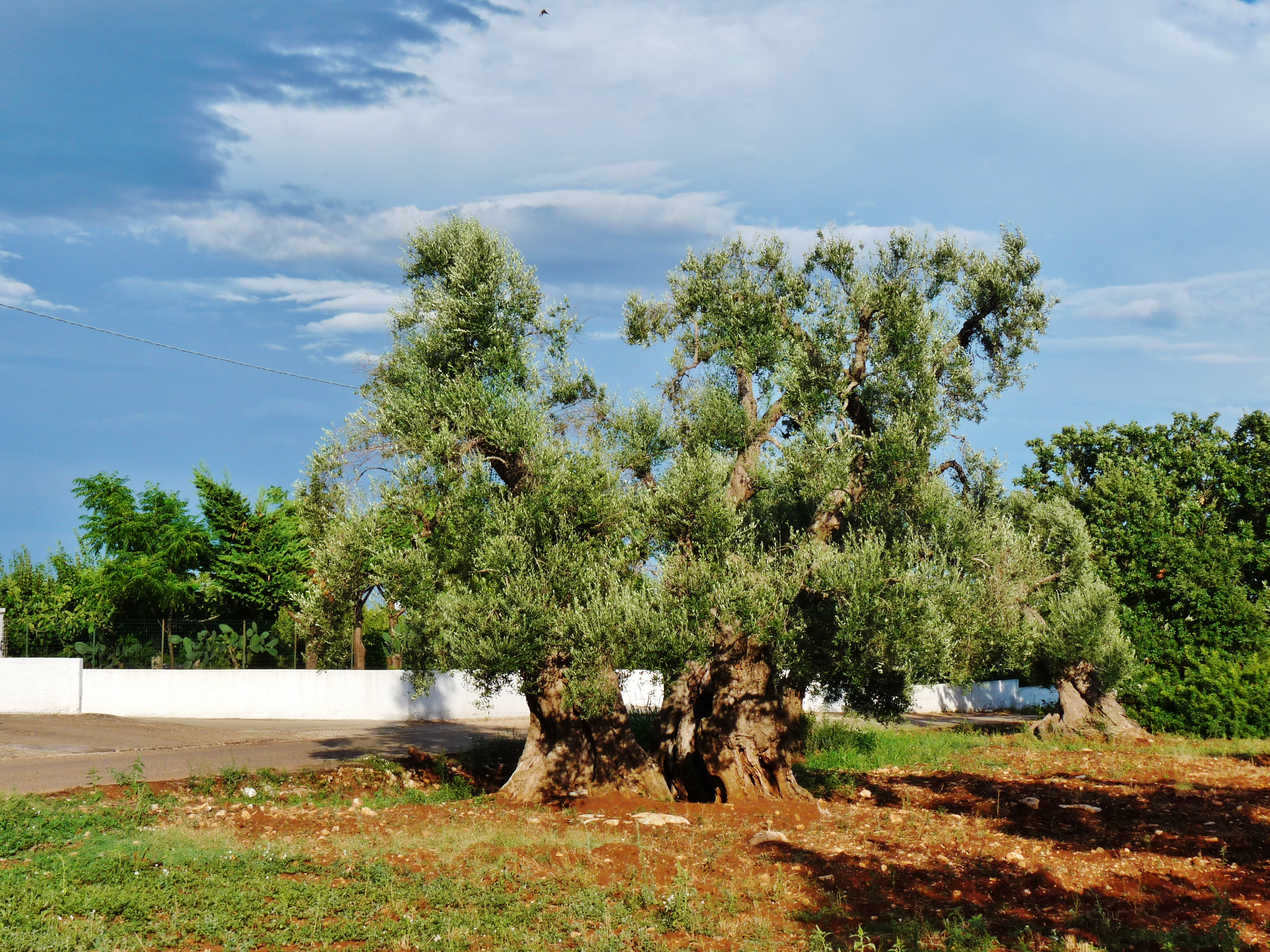
Un olivier séculaire.

L'agriculture occupe encore une part relativement importante de la population. Elle se concentre sur la culture de l'olivier, du cerisier et de l'amandier ainsi que sur la viticulture et l'horticulture. Le « Paysage agraire de la plaine des oliviers » a été primé par le Ministère de l’Agriculture en février 2018 et inscrit au registre national des paysages ruraux historiques. Les agriculteurs ne souffrent pas excessivement des périodes de longue sécheresse, car ils peuvent utiliser l'eau des sources qui abondent dans la région. L'élevage des chevaux de race murgese, longtemps utilisés dans les fermes pour le trait léger, est aujourd'hui de plus en plus orienté vers l'attelage, le loisir et le spectacle équestre. On trouve aussi dans la région d'Ostuni des élevages, en majorité bio, d'ovins, de porcs et de caprins, respectueux des cycles naturels.

### Industrie
Grâce à sa situation géographique favorable, Ostuni a vu se développer au cours des dernières décennies ses activités industrielles et commerciales. On y trouve des entreprises du secteur agroalimentaire, du vêtement, de l'industrie mécanique, du plastique et du bâtiment. Le commerce représente, après le tourisme, le secteur d'activité le plus important. Diverses foires et expositions attirent au fil de l'année des entreprises de tout le Mezzogiorno.

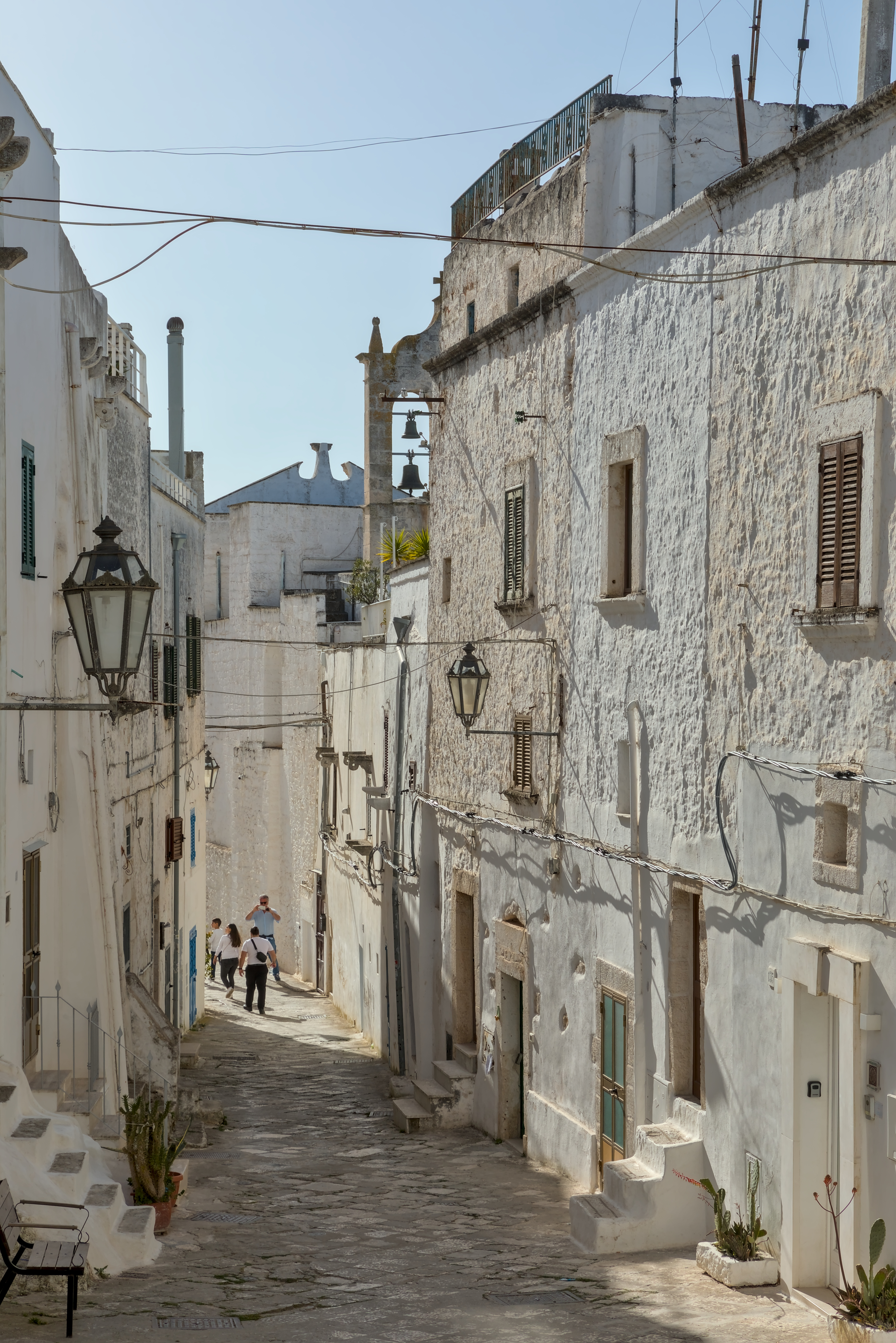
Une ruelle du centre historique.

### Tourisme

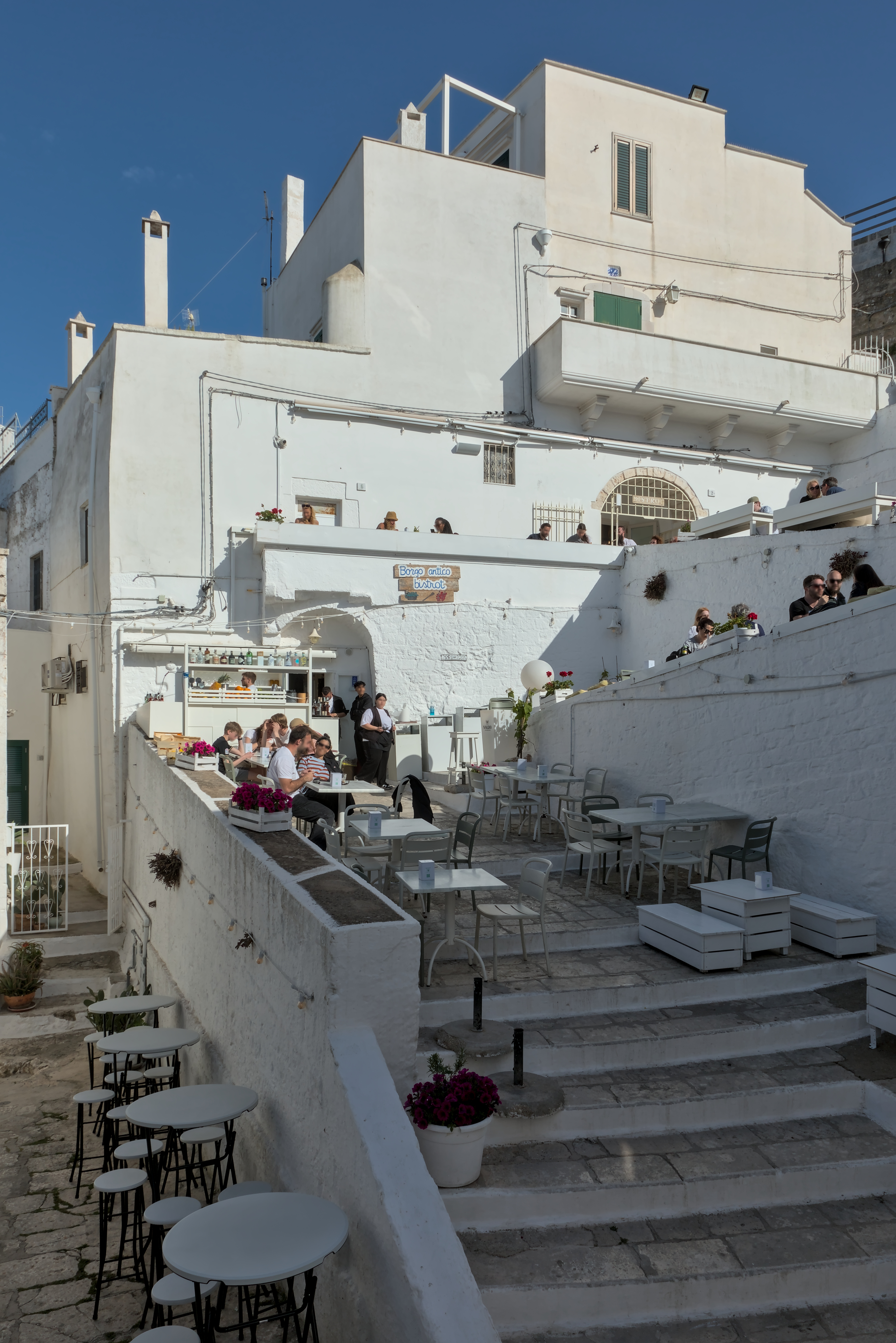
La terrasse d'un café, étagée sur un escalier du centre historique.

Ostuni est depuis les années 1930 le principal pôle touristique de la province de Brindisi et c’est l’une des destinations les plus prisées et caractéristiques des Pouilles. La « cité blanche » fait partie de la Vallée d'Itria et du haut Salento. Si I'afflux de touristes attirés par les côtes se concentre sur la saison estivale, le tourisme historique et culturel s'étale sur toute l'année. Nombreux sont les hôtels, chambres d'hôtes, restaurants et pubs. Certains hôtels se sont installés dans d'anciennes masserie, vastes propriétés agricoles familiales typiques de la région des Pouilles (un peu comparables au mas provençal). Depuis 1994, Ostuni se voit décerner chaque année le Pavillon bleu de la Fondation pour l'éducation à l'environnement (FEE) . Par ailleurs, le littoral d'Ostuni arbore depuis 2009 les cinq voiles de Legambiente pour la qualité et la propreté de ses plages.

## Infrastructure et transports
Traversée par la route nationale de l'Adriatique (SS 16), Ostuni est un important carrefour routier du Salento. Elle est dotée d'une rocade de contournement qui permet au trafic de transit d'éviter le centre-ville.
La gare d'Ostuni, à 4 km au nord de la ville, est située sur le tronçon Bari-Lecce de la Ligne Adriatique, ligne structurante du réseau ferroviaire italien.
Un service d'autobus urbains relie les différents quartiers, desservant aussi le cimetière et Villanova, sur la côte. En été, un bus gratuit assure dans la soirée une navette entre la ville et les localités de la côte.

## Administration
| Période        | Période        | Identité            | Étiquette       | Qualité     |
| -------------- | -------------- | ------------------- | --------------- | ----------- |
| 14 juin 2002   | 11 juin 2014   | Domenico Tanzarella | Parti démocrate | Sindaco     |
| 11 juin 2014   | 6 février 2019 | Gianfranco Coppola  | Forza Italia    | Sindaco     |
| 7 février 2019 | 9 juin 2019    | Rosa Maria Padovano |                 | Comm. pref. |
| 9 juin 2019    | En cours       | Guglielmo Cavallo   | Centre droit    | Sindaco     |

### Hameaux
Barbagianni, Boccadoro, Cavallerizza, Cervaloro, Chiobbica, Costa Merlata, Deserto Parco Monsignore, Fantese, Galante, Giovannarocca, Grotta Figazzano, Monticelli, Pascarosa, Pilone, Pinto, Ramunno, Refrigerio, Rosa Marina, Torre Pozzella, Villanova, Gorgognolo

### Communes limitrophes
Carovigno, Ceglie Messapica, Cisternino, Fasano, Martina Franca, San Michele Salentino, San Vito dei Normanni

## Démographie
Habitants recensés

### Ethnies et minorités étrangères
La population étrangère résidente était de 1 303 (618 hommes et 685 femmes), soit 4,18 % de la population totale de la ville. Les nationalités les plus représentées étaient :
- Maroc : 279 ;
- Roumanie : 264 ;
- Royaume-Uni : 158 ;
- Chine (République populaire) : 44 ;
- Géorgie : 39 ;
- Allemagne : 38 ;

…
- France: 12

Les Britanniques sont plus nombreux à Ostuni que dans des villes beaucoup plus grandes, telles que Naples ou Trieste. On enregistre d'une manière générale une migration notable en provenance de l'Europe du Nord. Attirés par la beauté des paysages et la clémence du climat, ces migrants venus du Nord ont acquis des demeures et des villas dans la ville et ses environs, au point que l'on parle de « Salentoshire ».

## Culture

### Écoles
La commune comprend trois écoles primaires, deux écoles secondaires de premier cycle (11 à 14 ans) et huit instituts secondaires de deuxième cycle.

#### Écoles secondaires de deuxième cycle
- Liceo Classico A.Calamo
- Liceo Scientifico L.Pepe
- Liceo Scientifico-Tecnologico L.Pepe
- Ist. Tecnico Commerciale-Ragioneria J.Monnet
- Ist. Tecnico per Geometri J.Monnet
- Ist. Tecnico Commerciale- Sezione Turistica J.Monnet
- Ist. Tecnico Agrario E.Pantanelli
- Ist. Tecnico Industriale E.Pantanelli

### Cinéma
Les films suivants ont été tournés à Ostuni :
- Les Années rugissantes, de Luigi Zampa, en 1962 ;
- Le Profiteur, de Sergio Nasca, en 1974 ;
- Palerme-Milan aller simple, de Claudio Fragasso, en 1995 ;
- Les Enfants d'Hannibal, de Davide Ferrario, en 1998 ;
- Il grande botto (« Le Gros coup »), de Leone Pompucci, en 2000 ;
- Un difetto di famiglia (« Un Défaut de famille »), film télévisé d'Alberto Simone, en 2002 ;
- 2061 – Un anno eccezionale (« 2061 – Une année exceptionnelle »), de Carlo Vanzina, en 2007 ;
- Mia madre (« Ma Mère »), minisérie télévisée de Ricky Tognazzi, en 2010.

### Gastronomie
On retrouve à Ostuni les plats typiques de la cuisine des Pouilles :
- la purée de fèves et chicorée (« purè di fave e cicoria »)[47] ;
- les orecchiette aux pousses de navet (« orecchiette alle cime di rapa »)[48] ;
- les orecchiette aux boulettes de viande (« orecchiette al ragù con polpette »)[49] ;
- les « pettole » (sorte de beignets)[50] ;
- la « puccia » est un pain cuit au feu de bois typique du Salento[51] ;
- la « focaccia » d'Ostuni, qui n'est pas sans rappeler la fougasse provençale, bien que traditionnellement agrémentée de mozzarella.

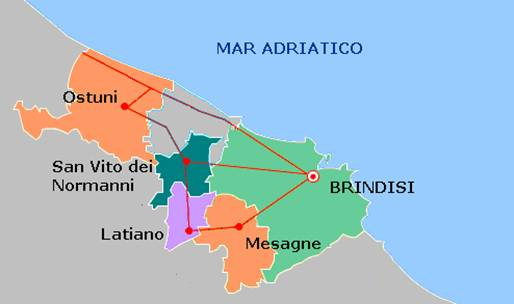
Route des vins Appia dei vini.

#### Vins et vignobles
On trouve sur le territoire d'Ostuni les dénominations Aleatico di Puglia Doc, Ostuni Doc, Brindisi DOC et Puglia Igt.
La route des vins Appia dei vini, dont la commune d'Ostuni est membre, met à l’honneur les variétés locales des cépages suivants :
- malvasia nera di Brindisi ;
- sangiovese ;
- negroamaro ;
- ottavianello ou cinsault.

### Événements et festivités
- Le 3 février, on fête la Saint-Blaise en l'honneur du copatron de la ville (l'autre étant saint Oronce). Les habitants se rendent alors en grand nombre à la crypte de saint Blaise, enclavée dans la roche, pour commémorer la décapitation du saint martyr (3 février 316) [52]. Des célébrations liturgiques appellent à renouveler l'intercession du saint protecteur des maladies de la gorge, le prêtre apposant la relique du saint sur la gorge du malade pour le libérer de ses maux.
- Le « Film Festival Internazionale del Cortometraggio Salento Finibus Terrae », sous la direction de Romeo Conte[53]. Ostuni, héberge depuis 2010 ce festival du film, qui se tient pendant la dernière semaine de juillet dans la cour de l'hôtel de ville, piazza della Libertà. Le festival fait étape à Ostuni, où il présente sous l'égide de l'UNESCO et de l'UNICEF des courts métrages consacrés aux droits de l'homme, pour se poursuivre ensuite à Fasano, Carovigno et San Vito dei Normanni.
- Le 15 août (Ferragosto) se tient dans le centre historique la Sagra dei Vecchi Tempi (« Fête des anciens temps »), où l'on peut déguster les plats typiques de la gastronomie locale et admirer les artisans évoquant des métiers disparus[54].

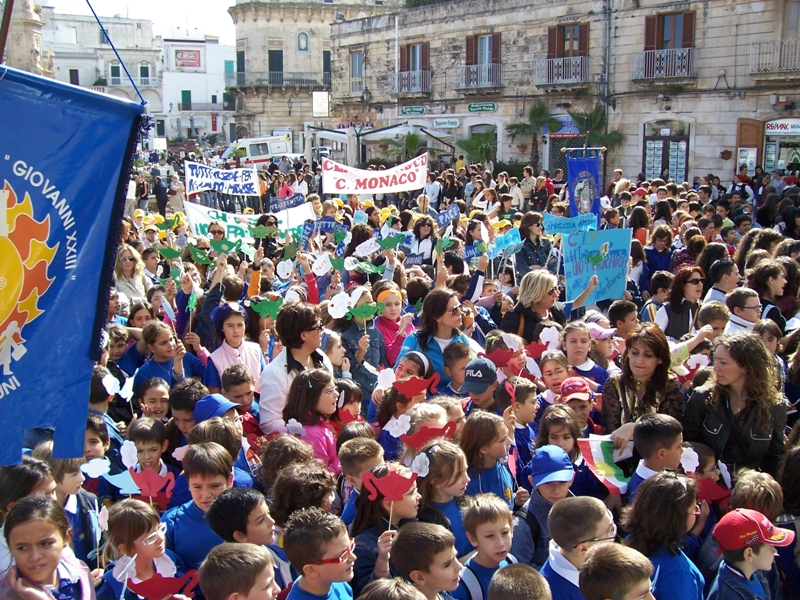
La Semaine des enfants de la Méditerranée.

- Les festivités en l'honneur du patron protecteur saint Oronce durent quatre jours (du 24 au 27 août) et culminent à la cavalcade de saint Oronce (26 août).
- Depuis 2007 se tient en ville la manifestation culturelle « Un'emozione chiamata libro » (« Une Émotion appelée livre »), à laquelle sont invitées des personnalités du monde littéraire[55].
- En automne se déroule la  Settimana dei bambini del Mediterraneo  (la « Semaine des enfants de la Méditerranée »)[56], événement éducatif qui se tient également dans d’autres communes du Salento et rassemble de nombreuses écoles des Pouilles ainsi que des délégations d’enfants de divers pays riverains de la Méditerranée, une attention particulière étant accordée aux enfants immigrés.

## Sport
Cyclisme : la ville a accueilli les championnats du monde de cyclisme sur route en 1976, remportés par le Belge Freddy Maertens.
Le 22 mai 1996 la quatrième étape du Giro d'Italia 1996 est partie d'Ostuni et s'y est conclue avec la victoire de Mario Cipollini.
Ostuni compte trois clubs de football :
- Ostuni Sport, fondé en 1945, qui joue en Promozione, 7e échelon italien ;
- Robur Ostuni, fondé en 2005 ;
- Olympique Ostuni, équipe de Calcio A5 qui évolue en série C1.

En basket-ball, l'Assi Basket Ostuni, fondée en 1982, a accédé en 2010 à la série éliminatoire de LegaDue et évolue actuellement en série C sous le nouveau nom de Cestistica Ostuni.
Ostuni est représentée en volley-ball par les équipes Polisportiva 2000 Ostuni et Lightning Pallavolo.
Les principales structures sportives sont : le stade municipal, doté d’un terrain en herbe, d’une capacité de 2 200 places, le palais des sports, avec 1 200 places, une structure gonflable de 450 places, la piscine couverte municipale et le club de tennis.

## À voir aussi